# Romano Zaniol

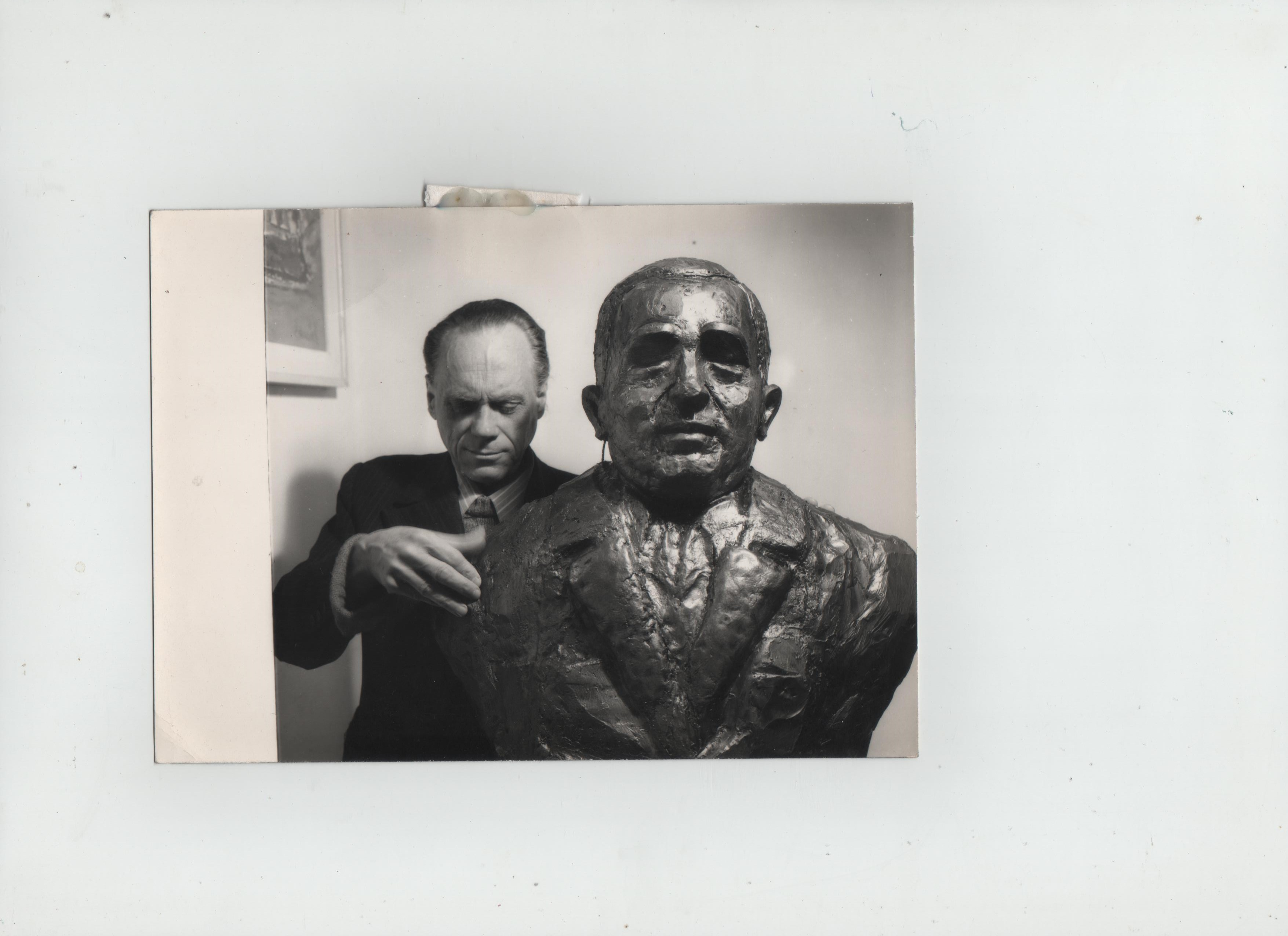
L'artista Zaniol Romano presenta il Busto di Giovanni Comisso da lui eseguito

Romano Zaniol (Cape Breton, 2 giugno 1917 – Montebelluna, 20 agosto 1989) è stato un pittore e scultore italiano che operò nella seconda metà del ventesimo secolo.

## Biografia
Romano Zaniol nasce a Cape Breton in Canada, il 2 giugno 1917, da genitori italiani emigrati.
Rientrato con la famiglia in Italia terminata la prima Guerra Mondiale, subì un incidente che lo rese permanentemente invalido e che però gli permise di accedere ad una carriera scolastica e di avvicinarsi al mondo dell'arte. Compì studi accademici a Milano e frequentò i maggiori artisti quali Giorgio De Chirico, Filippo de Pisis, Carlo Carrà e Renato Guttuso.
La salute cagionevole e i mezzi economici limitati lo costrinsero a rientrare in famiglia e proseguire la sua opera in ambito locale, caratteristici 
sono i suoi volti e le sue figure che sono testimonianza del passaggio dalla vita rurale ad una realtà moderna e industrializzata.
La sua attività scultorea si esprime in opere in terracotta e bronzi che ripropongono con forza la stessa testimonianza.
Muore il 20 agosto 1989, all'ospedale di Montebelluna, all'età di settantadue anni.